# 克拉旺 (约讷省)
克拉旺（法語：Cravant，法語發音：[kʁavɑ̃]）是法国勃艮第-弗朗什-孔泰大区约讷省的一个旧市镇，位于该省中南部，属于欧塞尔区。2017年，克拉旺与市镇阿科莱合并为新市镇双河村，克拉旺为新市镇行政中心。

## 地理
克拉旺（47°40'59"N, 3°41'27"E）面积22.54 平方千米，位于法国勃艮第-弗朗什-孔泰大區约讷省，该省份为法国中北部内陆省份，西接卢瓦雷省，西北接塞纳-马恩省，南至涅夫勒省，东临科多尔省，东北与奥布省接壤。
与克拉旺接壤的市镇（或旧市镇、城区）包括：伊朗锡、阿科莱、巴扎尔讷、圣西尔莱科隆、韦尔芒通、万塞勒。

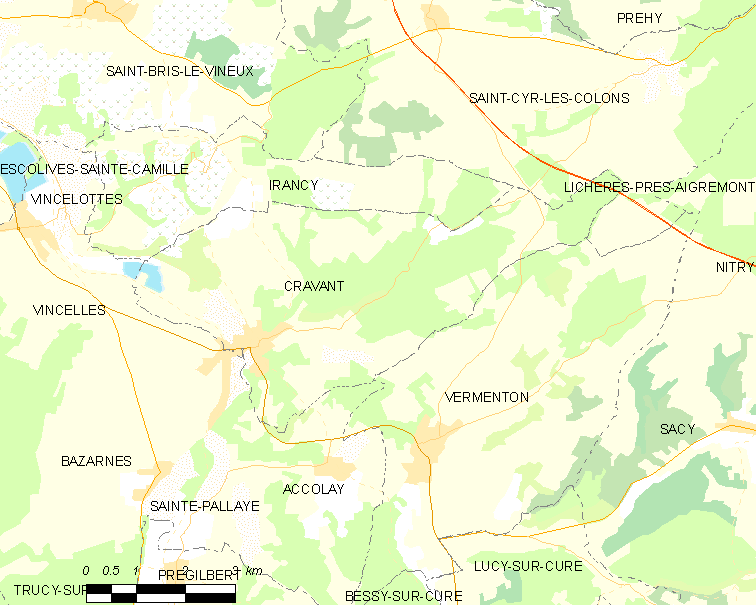
的OSM定位图

克拉旺的时区为UTC+01:00、UTC+02:00（夏令时）。

## 行政
克拉旺的邮政编码为89460，INSEE市镇编码为89130。

## 政治
克拉旺所属的省级选区为茹拉维尔县。

## 人口

1962-2008年间人口变化图示

克拉旺于2018年1月1日时的人口数量为816人。